# Mosulski muzej
Mosulski muzej (arabsko متحف الموصل) je drugi največji muzej v Iraku za Iraškim Narodnim muzejem v Bagdadu. Med vojno v Iraku leta 2003 je bil močno izropan. Muzej, ustanovljen leta 1952, je bil sestavljen iz majhne dvorane, dokler leta 1972 niso odprli nove stavbe, ki jo je od leta 1969 načrtoval Mohammed Makiya in v kateri so bili starodavni asirski artefakti. Nova stavba je vključevala 4 dvorane: ena za antične starine, druga za asirske starine, tretja za urbane starine in zadnja za islamske starine.
Tako kot ostalim iraškim muzejem in drugim vitalnim ustanovam tudi muzeju v mestu Mosul ni bil prizaneseno zaradi organizirane kraje, ki je prizadela nekaj njegovih dragocenih eksponatov med dogodki aprila 2003 in jih od takrat niso našli. Od tega datuma so bila vrata muzeja zaprta brez kakršnega koli pomembnega vzdrževanja, vendar ostala odprta za nekatere obiske. Po izjavah uradnika muzeja je bil omejen samo na uradne delegacije in študente arheologije.
Po besedah takratnega župana Mosula, Zuhaira Al-Arajija, je bilo narejenih več poskusov obnoviti muzej in ga ponovno odpreti za obiskovalce. Veliko je bilo tudi zahtev prebivalcev in lokalnih oblasti po obnovi muzeja.

## Zbirka
Muzej je osredotočen predvsem na najdbe iz asirskega in helenističnega obdobja, pred rojstvom krščanstva.

## Muzej vandaliziran
Leta 2003, med ameriško invazijo na Irak, je bil muzej izpostavljen obsežni in organizirani kraji in plenjenju, veliko število originalnih kosov pa je bilo zamenjanih z lažnimi deli.

## ISIS-ov pohod zasegov in uničevanja
Leta 2014 je Islamska država okupirala muzej, ko so ga po letih obnove kmalu ponovno odprli. ISIS je dejala, da so njegovi kipi proti islamu, in grozila z uničenjem muzejske vsebine.
26. februarja 2015, dan po sežigu knjig iz knjižnic v Mosulu, je skupina objavila videoposnetek, ki prikazuje uničenje artefaktov v muzeju in na arheološkem najdišču v Nimrudu, pri čemer je trdila, da mesta promovirajo 'malikovanje'. ISIS je izjavila, da namerava uničiti tudi zgodovinsko obzidje Niniv.
Bilo je kar nekaj zmede, ali so bili artefakti, ki so jih uničili skrajneži ISIS, izvirniki ali le kopije. Guverner Mosula v izgnanstvu Atheel al-Nudžaifi je dejal, da je bilo veliko najpomembnejših del, razen večjih predmetov, prenesenih v Bagdadski muzej po vojni v Iraku leta 2003, najdragocenejša pa so bila v Bagdad poslana že po letu 1991 po Zalivski vojni. Kasneje marca je direktor iraške uprave za starine, Fawzye al-Mahdi, napačno izjavil, da »nobeden od artefaktov, uničenih na videu, ni izvirnik«. Kot je navedel al-Nujaifi, »sta bila dva predmeta, ki so bili resnični in ki so jih militanti uničili: eden je krilati bik, drugi pa bog Rozhana«.
Razkrito je bilo, da je ISIS skladišče artefaktov spremenil v davčni urad – »Divan Zakat« – za pobiranje dajatev od svojih islamističnih borcev.
Leta 2017 so iraške enote ponovno zavzele mesto Mosul; muzej je bil opisan kot poškodovan, pri čemer so nekatere artefakte verjetno oropali in prodali vojaki ISIS, drugi pa so bili poškodovani ali uničeni, včasih namerno.

### Reakcije
Konec februarja je generalna direktorica Unesca Irina Bokova zahtevala nujno sejo Varnostnega sveta ZN »o zaščiti iraške kulturne dediščine kot sestavnega elementa varnosti države«.

### Poosvobodilno okrevanje
Leta 2018 je Mednarodna zveza za zaščito dediščine na konfliktnih območjih (ALIPH) namenila skoraj 1,5 milijona ameriških dolarjev za obnovo muzeja v sodelovanju z muzejem Louvre, Smithsonian Institution in iraškim državnim odborom za starine in dediščino za izvedbo projekta. Prvi ukrepi so bili stabilizacija stavbe (podpora podiranja podov, odstranitev bojnih ubojnih sredstev s strehe) in varna hramba muzejske zbirke.
V sodelovanju z vlado Iraka in občino Mosul sta iraška organizacija civilne družbe Al-Ghad in Odbor umetnikov Mosula gostila prvi dogodek v muzeju Mosula po okupaciji mesta leta 2014. Umetniška razstava Vrnitev v Mosul, odprta 29. januarja in zaprta 3. februarja 2019, je združila umetniške glasove iz vsega Iraka in Mosula ter jih izboljšala s tehnologijo, vključno s 3D-tiskanjem in izkušnjami navidezne resničnosti. Naročilo in razstavljalo je slike, fotografije in skulpture, ki so pripovedovale zgodbo o okupaciji mesta pod ekstremistično organizacijo ISIS in artikulirale vizijo upanja lokalne skupnosti za okrevanje in obnovo. Razstava je združila številne različne etno-sektaške skupine, ki so bile prej razdrobljene zaradi razdiralnih dejanj in pripovedi ISIS-a, in jih spodbudila k razpravi o svoji viziji svetlejše in strpnejše prihodnosti v Mosulu. Razstava je bila postavljena v prenovljenem dvorcu Royal Venue, v starem traktu muzeja.

## Ponovno odpiranje
10. julija 2020 je novoimenovani iraški premier Mustafa Al-Kadhimi med svojim obiskom ponovno odprl muzej v Mosulu, da bi obeležil šesto obletnico okupacije ISIS.

## Nekateri uničeni predmeti
- Kip - predstavitev Sanatruqa
- Krilati lev iz Nimruda
- Kip - duhovnik iz Mosula
- Maska mesta Hatra
- Krilati bik s človeško glavo
- Vrata Nergal